# سدار هیلز (اورگن)
سدار هیلز (به انگلیسی: Cedar Hills) یک منطقهٔ مسکونی در ایالات متحده آمریکا است که در شهرستان واشینگتن، اورگن واقع شده‌است. سدار هیلز ۶٫۰ کیلومتر مربع مساحت و ۸٬۳۰۰ نفر جمعیت دارد و ۸۶ متر بالاتر از سطح دریا واقع شده‌است.